# Pontiac Trans Sport
Der Pontiac Trans Sport und seine Schwestermodelle Chevrolet Lumina APV und Oldsmobile Silhouette waren ein Trio von Vans des US-amerikanischen Automobilkonzerns General Motors, das im Sommer 1990 auf den Markt kam. Die zweite Generation wurde in Europa unter der Marke Chevrolet Trans Sport angeboten.

## Hintergrund
Mit dem Trans Sport und seinen Parallelmodellen wollte General Motors gegen die erfolgreichen Modelle Dodge Caravan und Plymouth Voyager von Chrysler antreten. Da größere Van-Modelle wie Chevrolet Astro und GMC Safari über eine Konstruktion mit separatem Rahmen und Hinterradantrieb verfügten, zielte man mit den neuen Modellen mit Frontantrieb und Kunststoffkarosserie auf ein anderes Marktsegment, konnte mit ihnen aber die marktbeherrschende Stellung von Chrysler auf dem Minivan-Markt der späten 1990er-Jahre nicht beeinflussen. Die GM-Minivans waren zwar erfolgreicher als Astro und Safari, gleichwohl aber nicht in der Lage, Chrysler in größerem Umfang Marktanteile abzunehmen.

## Die Stilstudie

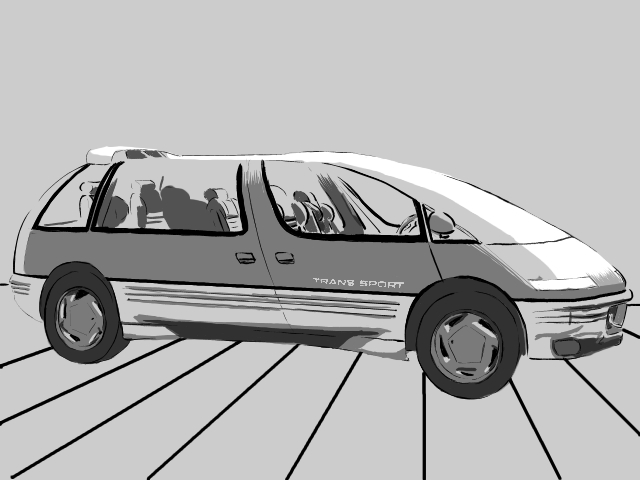
Studie des Pontiac Trans Sport aus dem Jahr 1986

Bei ihrer öffentlichen Vorstellung im Jahr 1986 war die Stilstudie des Pontiac Trans Sport beim Publikum sehr gut angekommen. Geprägt war sie durch viele sogenannte „Traumauto“-Merkmale wie ein futuristisches Styling, individuell herausnehmbare Schalensitze mit integrierten Stereo-Lautsprechern, eine Flügeltür für die Fondpassagiere und sehr großzügig bemessene Glasflächen bis hin zu Glaseinsätzen im Dach.
Infolge des positiven Echos, das die Stilstudie erfuhr, erhielt der Pontiac Trans Sport die Freigabe für die Serienfertigung. Doch wie häufig der Fall konnten Design und Besonderheiten der Stilstudie auch hier nicht in die Serie übernommen werden. Die Produktion der Flügeltür wäre zu kostspielig gewesen und hätte zudem sicher auch in Garagen zu Problemen geführt. Das Glasdach war zu schwer und zu teuer, daher ahmte man bei der Serienversion die Dachkanzel mit glänzend schwarz lackierten Blechpaneelen nach.
Um möglichst viele Kunden zu erreichen, wurden für die Marken Chevrolet und Oldsmobile auf dem Trans Sport aufbauende Parallelmodelle entwickelt. Der Lumina APV war die preiswerte Variante, der Trans Sport war für die sportlichen, stilorientierten Käufer gedacht, und der Oldsmobile Silhouette sollte der Minivan für den Premium-Markt sein.

## Technik und Innovationen
Die im inzwischen stillgelegten General-Motors-Werk Tarrytown, New York gebauten Minivans basierten auf der sogenannten U-Plattform und besaßen einen Space-Frame-Rahmen aus galvanisiertem Stahl und eine Kunststoffkarosserie, die sich gegenüber Rost und kleinen Verformungen unempfindlich zeigte; eine Konstruktionsweise, die für den Pontiac Fiero entwickelt worden war und später von GM auch bei diversen Saturn-Modellen angewandt wurde.
Der Trans Sport war als Siebensitzer erhältlich, die fünf hinteren Sitze wogen je 15 kg und konnten einzeln ausgebaut und in unterschiedlicher Anordnung arrangiert werden. Ab 1994 waren als Extra auch integrierte Kindersitze verfügbar.
Wer den Wagen mit einem Niveauregulierungspaket bestellte, bei dem die Fahrzeughöhe jeweils abhängig von der Beladung durch einen Kompressor zusammen mit den hinteren Gasdruckstoßdämpfern reguliert wurde, erhielt zusätzlich einen Druckluftanschluss, mit dem sich Reifen, Luftmatratzen und dergleichen aufblasen ließen.
Ab 1994 wurde ferner eine Schiebetür mit Fernbedienung angeboten, eine General-Motors-Innovation, die heutzutage auch in vielen anderen Minivans Verwendung findet.
In den Modelljahren 1994 und 1995 war in Verbindung mit dem 3,8-Liter-Motor eine Traktionskontrolle erhältlich.
In Europa wurde auch eine Version mit 2,3-Liter-4-Zylinder-16V-Motor mit 108 kW (147 PS), Bj. 1993–1997 (bzw. 101 kW (137 PS), Bj. 1992/1993) angeboten. Diese Motorisierung wurde ausschließlich mit manuellem 5-Gang-Getriebe geliefert.

## Erste Generation (1990–1996)

### 1990
- Markteinführung im August
- Erhältlich als Trans Sport (mit, unabhängig von der Lackfarbe, silbergrauer Beplankung) und als Trans Sport SE (einfarbig)
- Auslieferung des Oldsmobile Silhouette in Europa als Pontiac Trans Sport (Vertrieb über ausgewählte Opel-Händler), mit kleinen Unterschieden am Design, Motor und Getriebe sowie bei der Beleuchtung

### 1991
- Kundenbeanstandungen wegen Reflexionen auf der Windschutzscheibe, daher Ersatz des Kunststoffs durch schwarzen Filz
- Elektrische Fensterheber und Zentralverriegelung in den USA Serie

### 1992
- Neu erhältlich ist ein 3,8-Liter-V6 Motor mit elektronischer Vierstufenautomatik mit Overdrive(Hydramatic Typ 4T60E)
- Neues Modell Trans Sport GT, serienmäßig mit 3,8-Liter-V6 Motor
- Wegfall des Basismodells, angeboten werden lediglich die Modelle „SE“ und „GT“
- Wegfall der silbergrauen Beplankung
- Ledersitze gegen Aufpreis im „GT“ erhältlich, vorher nur im Oldsmobile Silhouette
- Die Antenne an der Haube wird durch eine integrierte Dachantenne ersetzt (in einer Folie zwischen Dach und Himmel)
- Größerer, anklappbarer Rückspiegel
- Stärkere Bremsen, ABS serienmäßig
- Glas-Hub-Dach als neues Extra
- Radio-Fernbedienungstasten am Lenkrad gegen Aufpreis erhältlich

### 1993
- GT-Version entfällt, die Ausstattungen des GT können einzeln als Extras bestellt werden. Alle Trans-Sport-Modelle heißen von 1993 bis 1996 Trans Sport SE
- Eine mit Fernbedienung handhabbare Schiebetür wird für 1993 angekündigt, ist aber faktisch in dem Modelljahr noch nicht lieferbar
- Neue Farbvariante mit goldfarbenen Kunststoffplanken an der Karosserie, goldfarben lackierten Felgen und einem ab der C-Säule in Wagenfarbe gehaltenen Dach, gegen Mehrpreis in Verbindung mit einzelnen Lackfarben lieferbar
- Umgestaltete Mittelkonsole mit größeren Hebeln zur Regulierung der Klimaanlage, kleinem Ablagefach und großer Ablage am Fuß der Konsole

### 1994
- Facelift im Januar mit einer um 8 cm kürzeren Frontpartie, Scheinwerfern wie beim Pontiac Bonneville, serienmäßig Nebelscheinwerfer unterhalb der Stoßstange und weniger auffällig gestaltete Kunststoffplanken
- Um den wahrgenommenen Abstand zur Unterseite der Windschutzscheibe zu verringern, wurde eine Kante am Armaturenbrett angebracht
- Die durch Fernbedienung handhabbare Schiebetür ist erhältlich
- Integrierte Kindersitze für die zweite Sitzreihe sind erhältlich
- Traktionskontrolle gegen Aufpreis lieferbar
- Die dunkel getönten hinteren Scheiben in dunklerer Tönung
- Fahrerairbag jetzt Serie

### 1995
- Automatische Türverriegelung und -entriegelung bei Einlegen bzw. Verlassen der Stellung „P“ beim Automatikgetriebe als Teil des aufpreispflichtigen Zentralverriegelungspakets
- Der hintere Teil des Daches (ab der C-Säule) jetzt grundsätzlich in Wagenfarbe gehalten, vorher serienmäßig in Schwarz oder ohne Mehrpreis in Wagenfarbe lackiert – ein weiterer Versuch, das Auto dem Stil konventioneller Vans anzupassen

### 1996
- Die 3,1- und 3,8-Liter-V6-Motoren entfallen und werden durch einen 3,4 Liter großen V6 ersetzt
- Keine Traktionskontrolle mehr lieferbar

### Bildergalerie

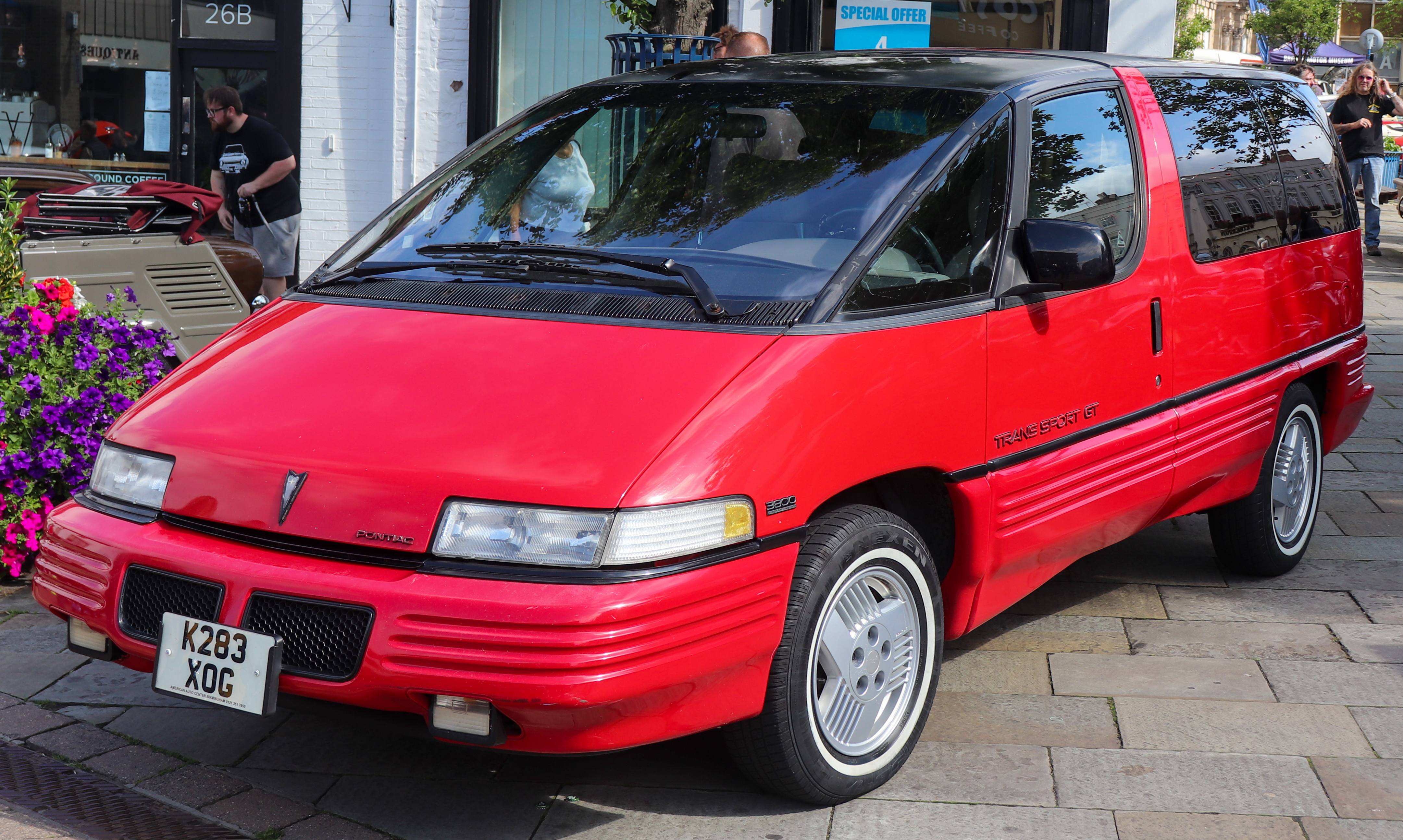
Pontiac Trans Sport GT (1992)
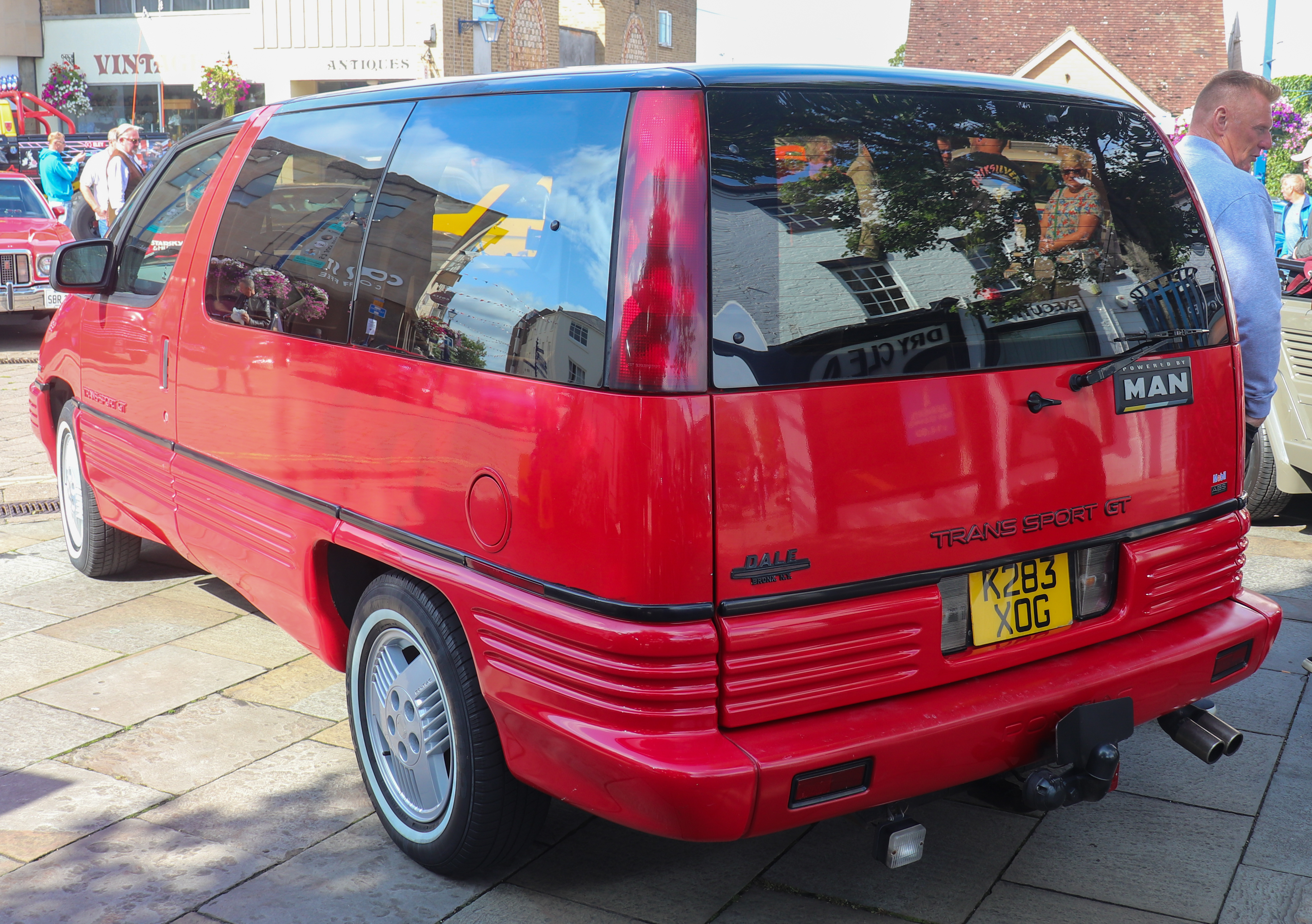
Heckansicht
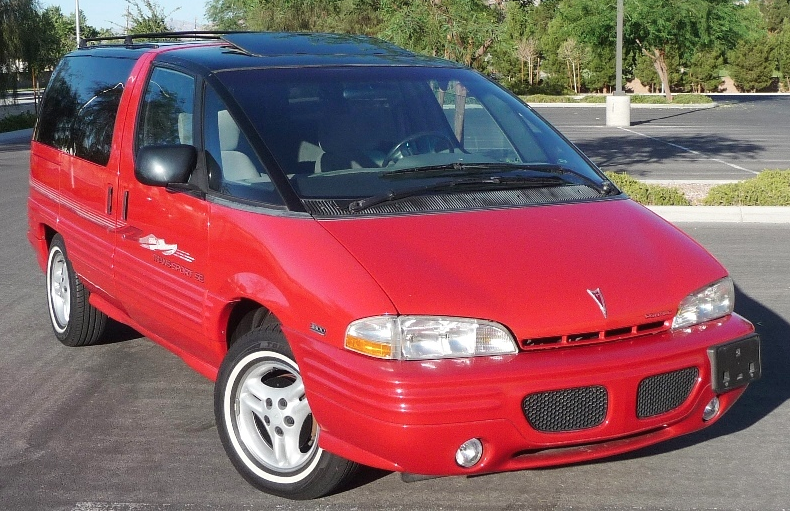
Pontiac Trans Sport (1994–1996)
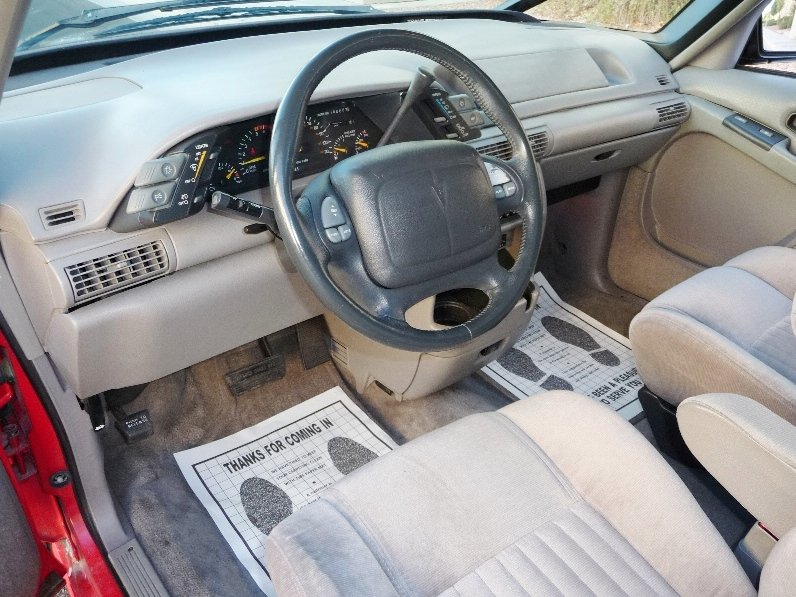
Innenraum
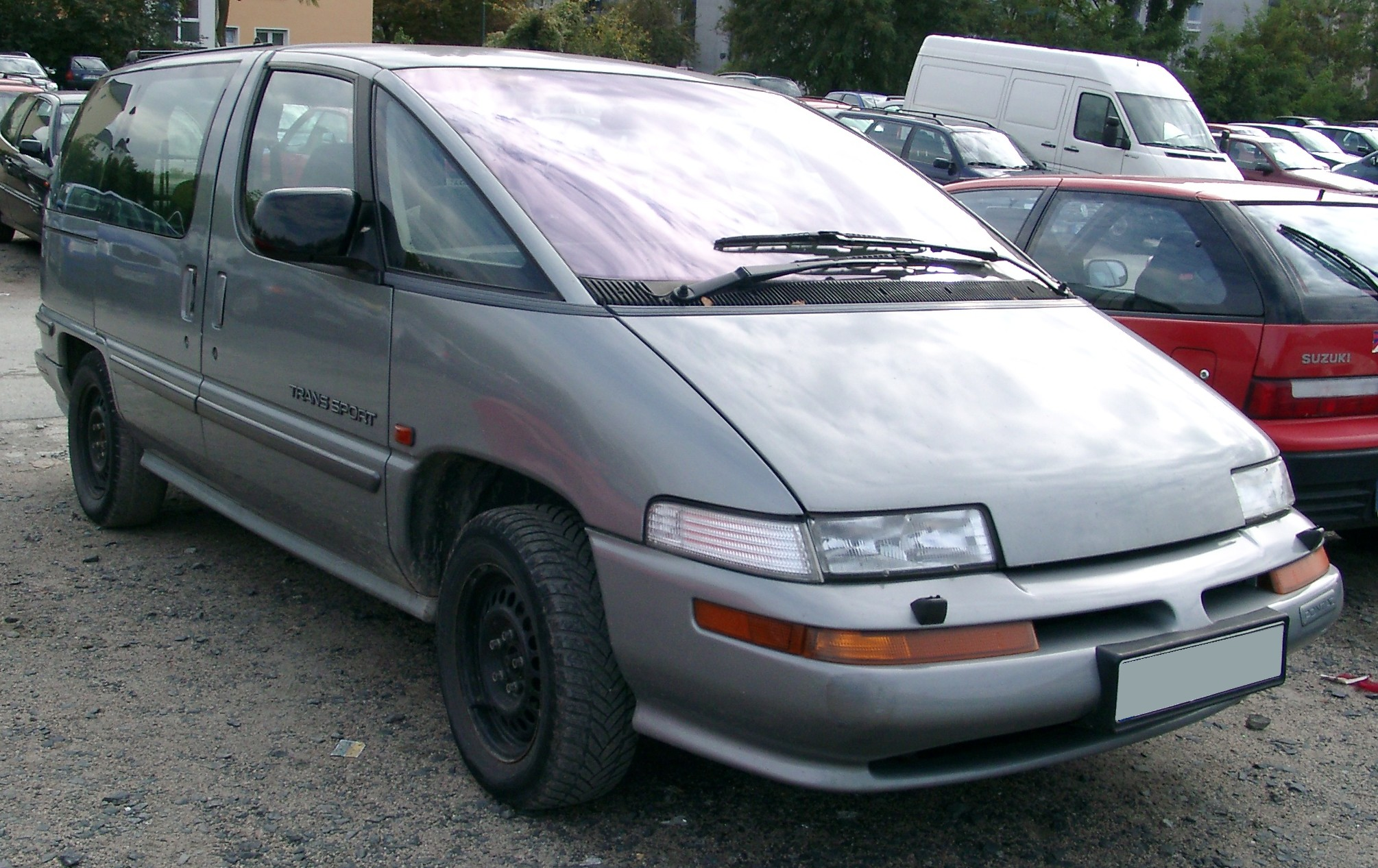
Pontiac Trans Sport (EU-Modell)
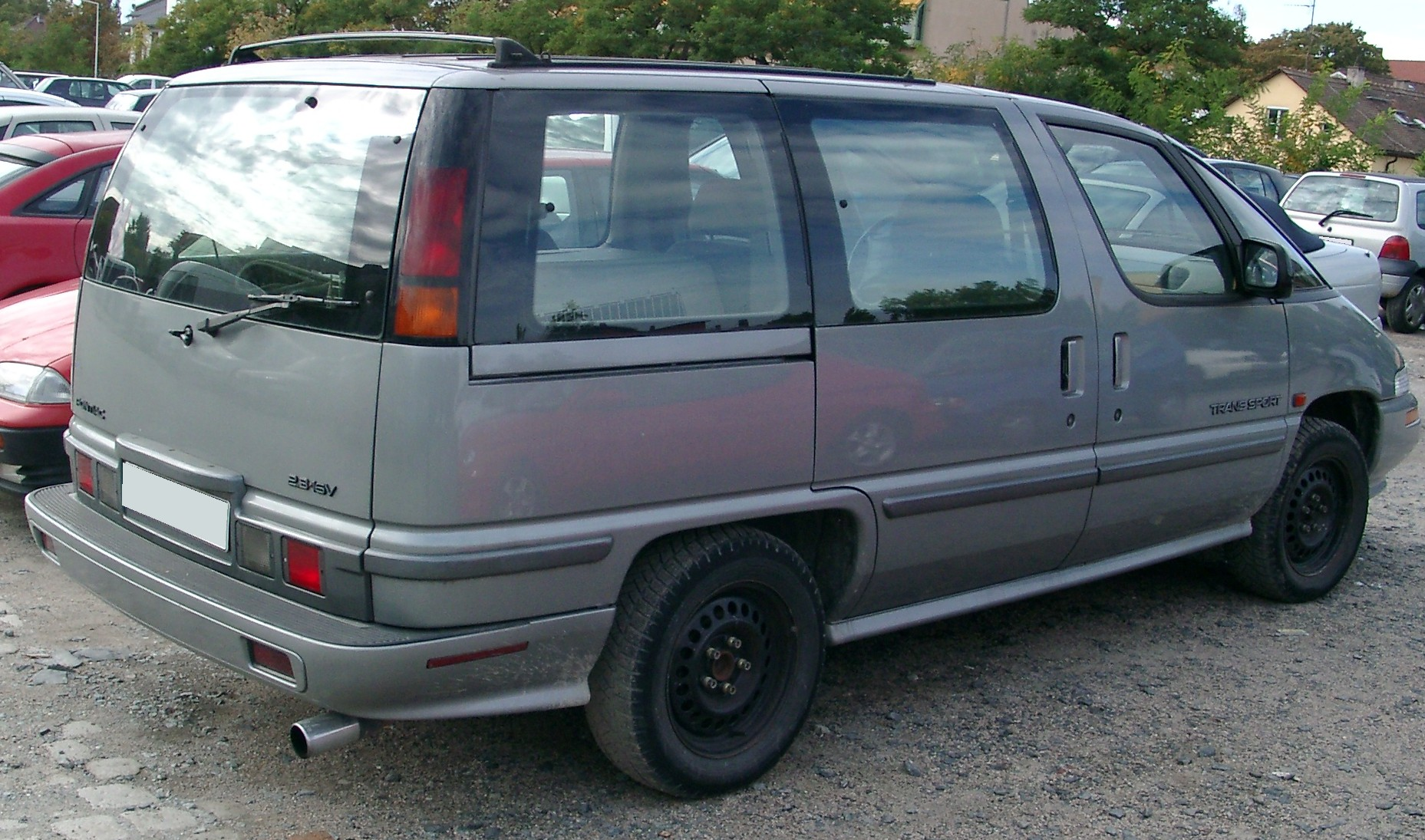
Heckansicht
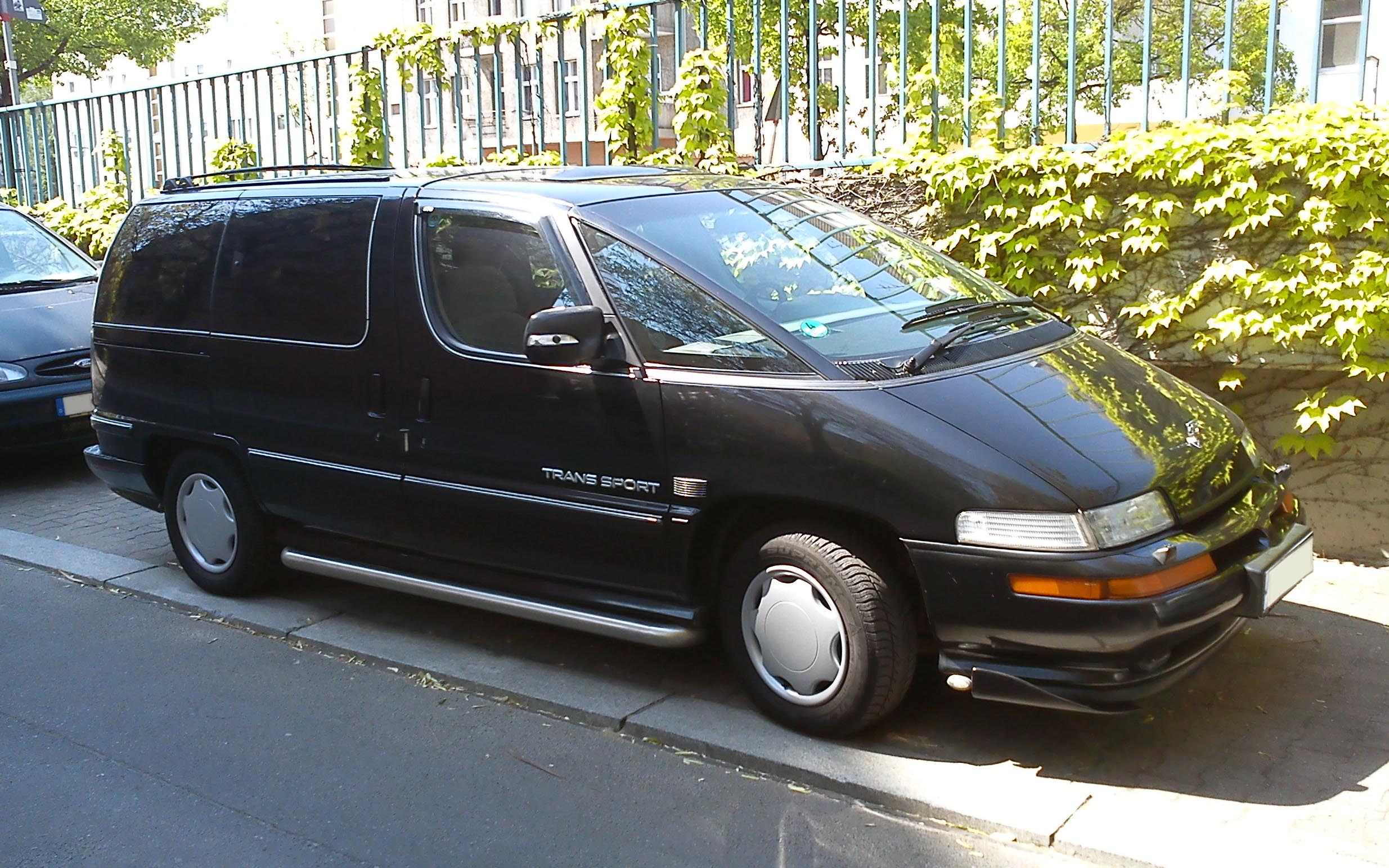
Europäisches Modell ab 1994 mit Chevrolet-Emblem

## Zweite Generation (1996–1999)
Im August 1996 fand beim Trans Sport und seinen Parallelmodellen ein Modellwechsel statt. Ziel war ein konventionellerer und herkömmlicher gestalteter Minivan. Die Plastikverkleidung, das glatte Styling und das raumschiffähnliche Aussehen verschwanden, sodass diese Modelle ihren damaligen Konkurrenten Chrysler Voyager und Ford Windstar nun sehr ähnlich waren.
Mit dem Produktionsbeginn der neuen Generation bot Pontiac ein Montana-Options-Paket mit einer speziellen Verkleidung und Radausstattung an, das dem Modell ein SUV-ähnliches Aussehen verschaffte.
Die Produktion dieser Generation fand in dem GM-Werk in Doraville, Georgia statt.
Motor:
- 07/1996–09/1999: 3,4 Liter LA1 3400 V6

### Namenswechsel
Ab 1998 (in Kanada ab 1999) wurde der Name Trans Sport zugunsten des Modellnamens Montana fallengelassen, da über 80 % aller Trans-Sport-Modelle in der Montana-Áusstattungsvariante verkauft worden waren.
Siehe: Pontiac Montana

### Chevrolet Trans Sport (Europa, 1999–2004)
Diese Version des Pontiac Trans Sport wurde in Europa ab der zweiten Generation (1996) als Opel/Vauxhall Sintra (nur kurzer Radstand) verkauft und nach dessen Verkaufsende im Jahre 1999 als Chevrolet Trans Sport (nur langer Radstand). Anders als der Sintra, der auf dem Trans Sport, Pontiac Montana, Chevrolet Venture, Oldsmobile Silhouette und der früheren Generation des Buick GL8 (für den chinesischen Markt) aufbaute, war der Chevrolet bis auf das Logo absolut baugleich mit dem Pontiac.

Der europäische Van verfügte über abweichende Front-, Seiten- und Heckpartien und unterschied sich außerdem in den Beleuchtungseinheiten, den Sicherheitsgurten und der Sicherheitsausstattung. Die Fahrzeuge waren besonders in Schweden erfolgreich.

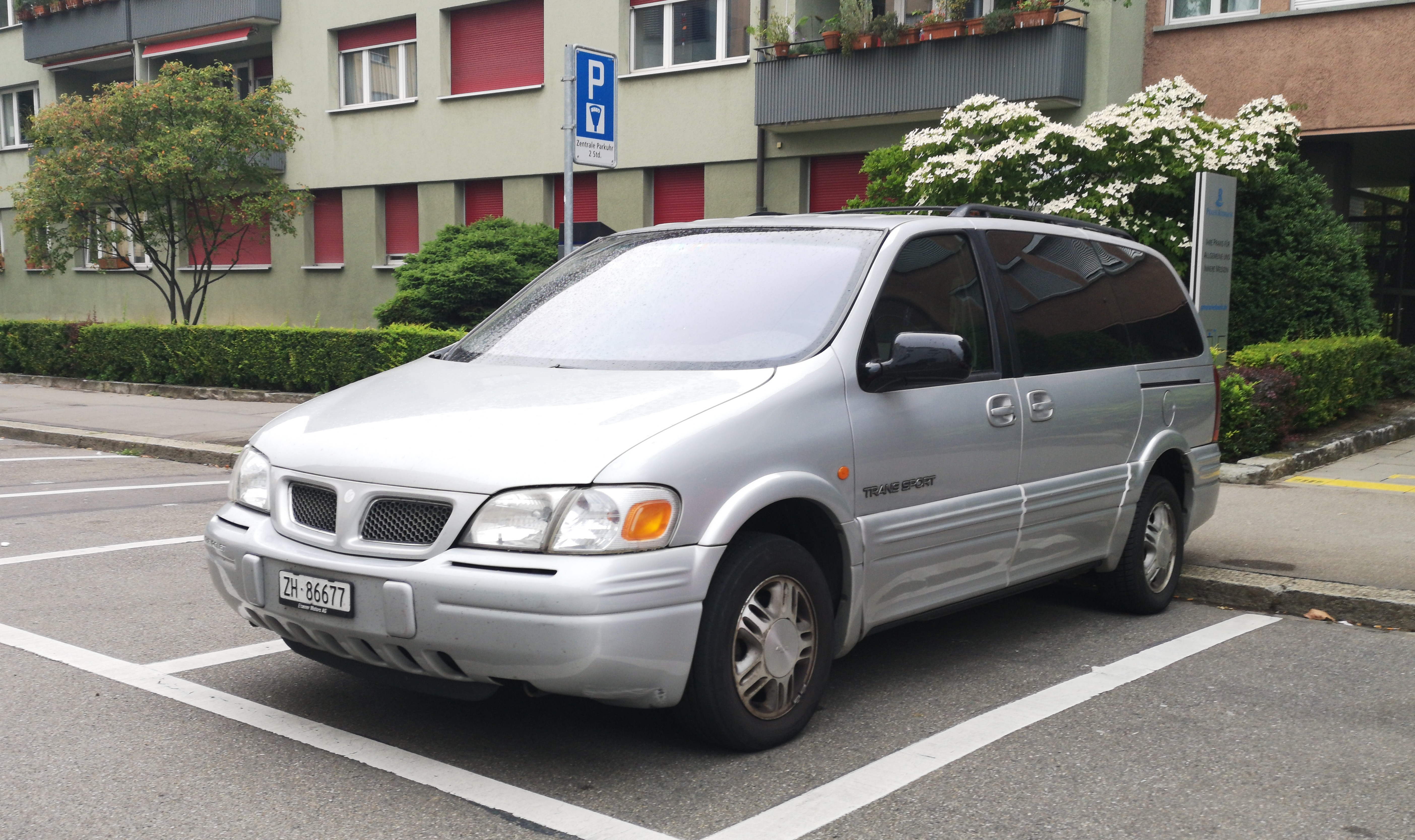
Chevrolet Trans Sport (1999–2001)
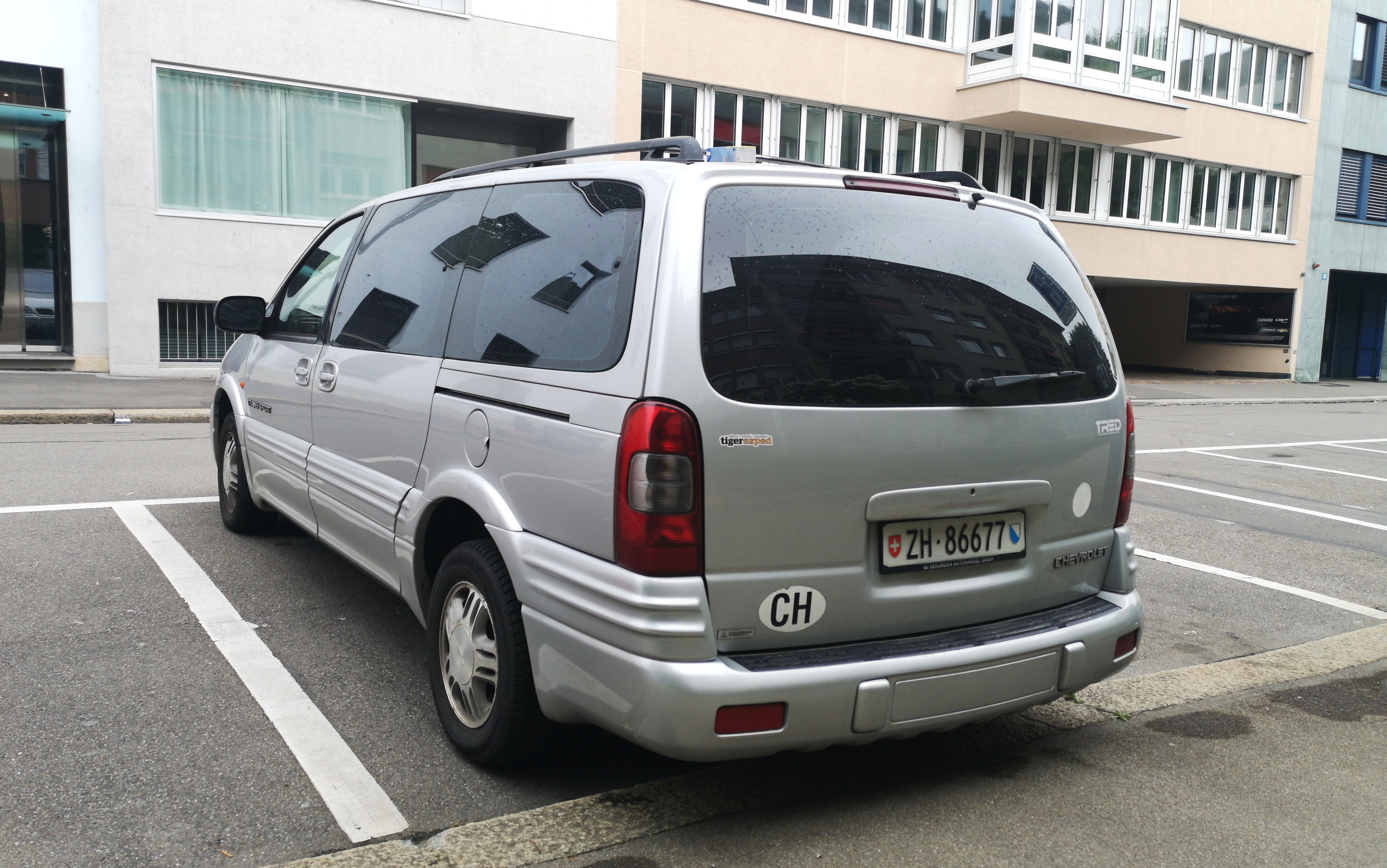
Heckansicht
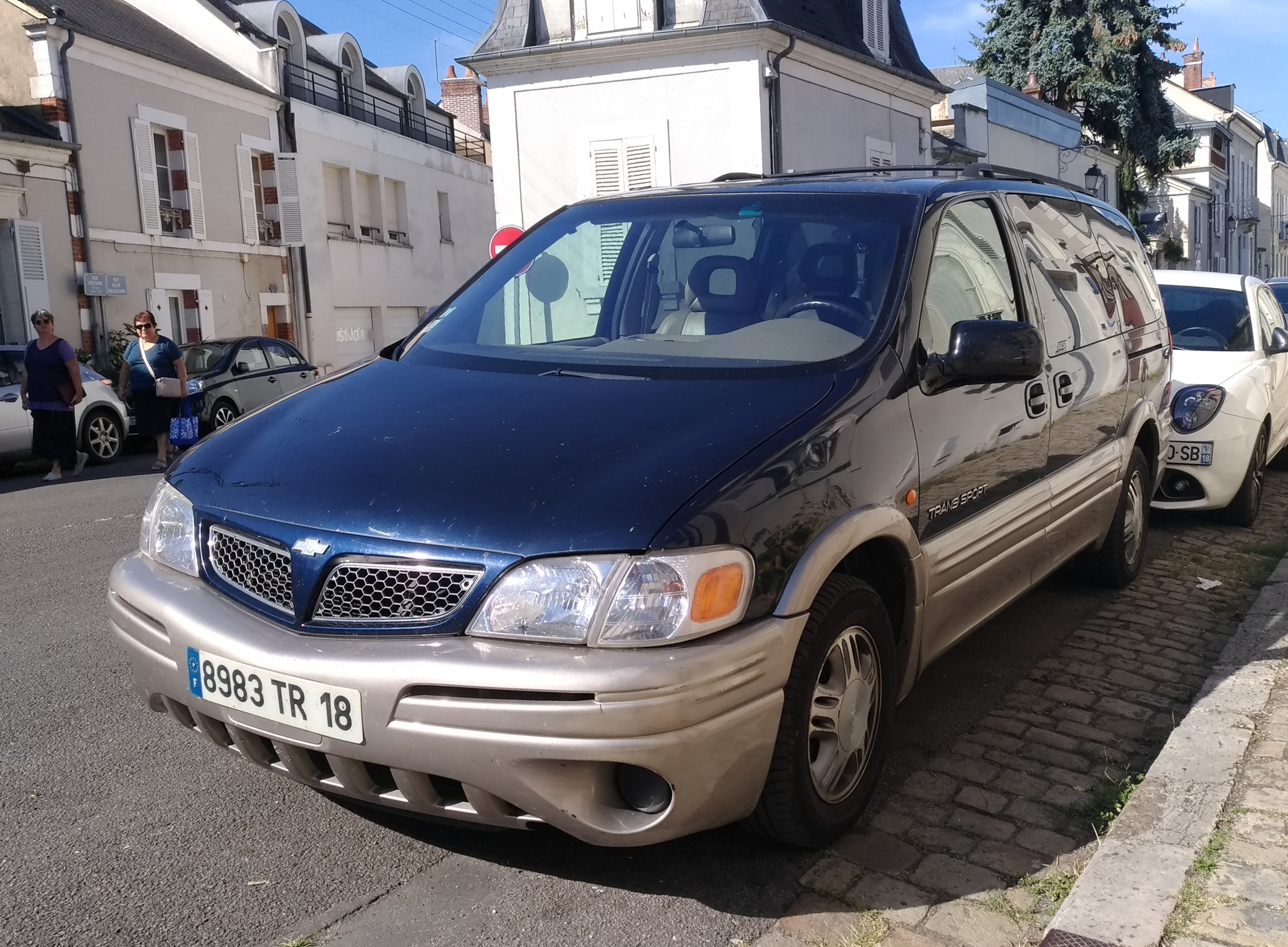
Chevrolet Trans Sport (2001–2004)
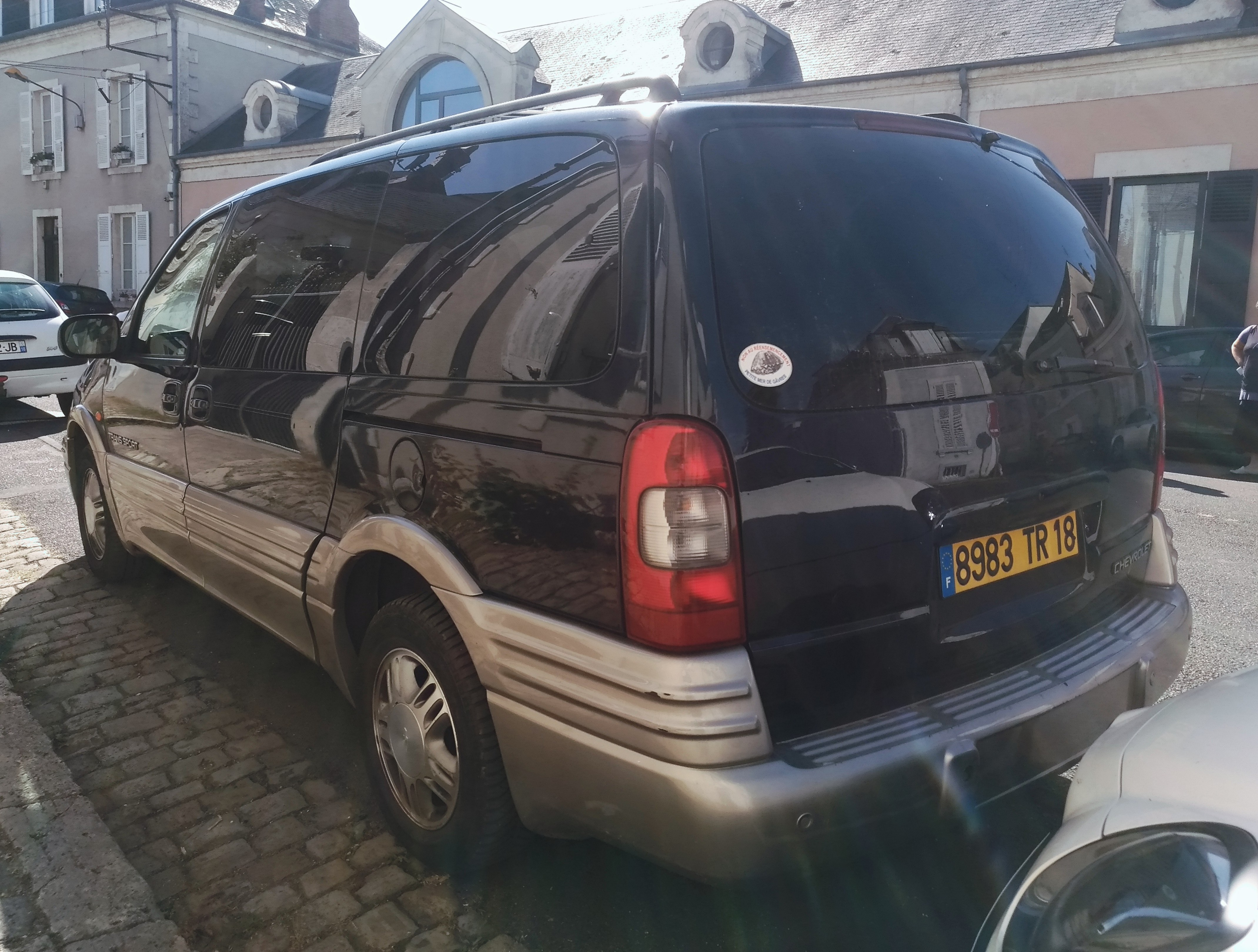
Heckansicht

## Bescheidener Verkaufserfolg

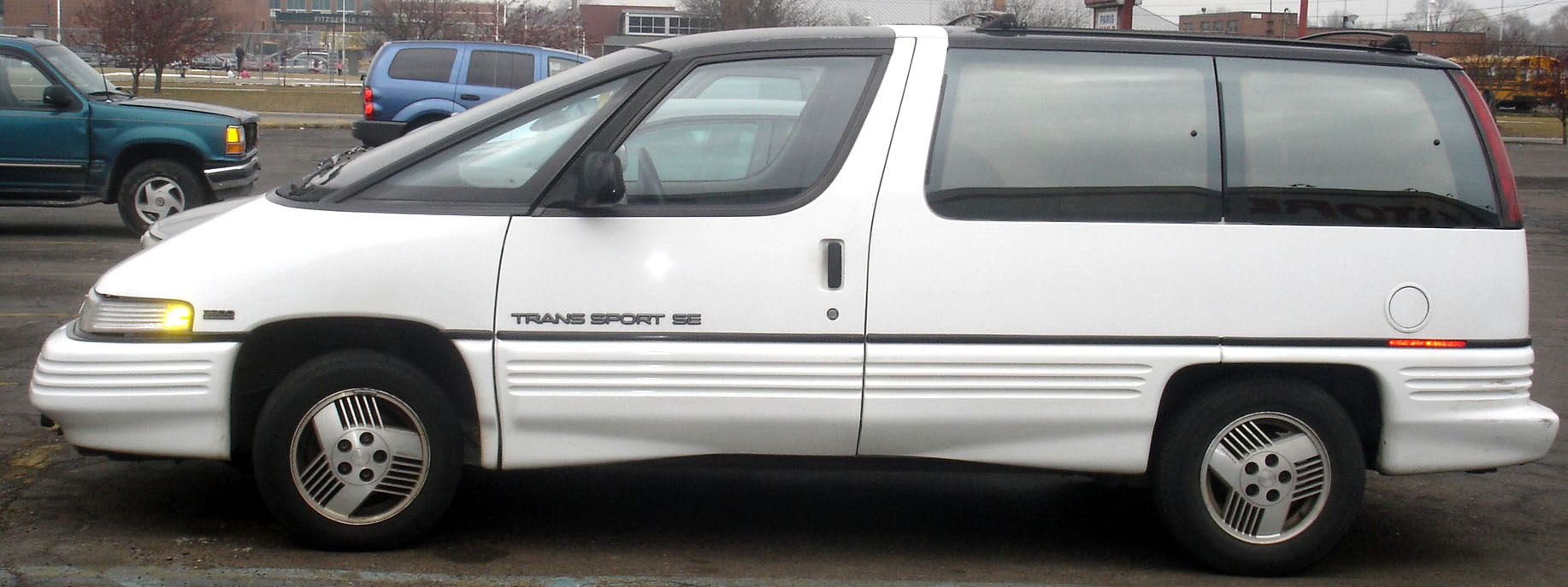
Die Seitenansicht zeigt, wie der Trans Sport zu seinem Spitznamen „Staubsauger“ kam

Das Design des Minivan war umstritten. Die extrem große, lange und stark geneigte Windschutzscheibe und die daraus resultierende lange Achse bis zum unteren Ende der Windschutzscheibe sorgten dafür, dass Automobilzeitschriften die neuen Minivans „Dustbusters“ tauften – nach der Black-&-Decker-Marke für Handstaubsauger, da die Minivans in der Seitenansicht ein ähnliches Profil wie diese aufwiesen.
Der ursprüngliche Motor für diesen Van war ein 3,1-Liter-V6, der 88 kW (120 PS) leistete. 1992 erhielt der Trans Sport und seine Ableger den 3,8-Liter-3800 V6 mit 127 kW (170 PS) als Option, der ein höheres Drehmoment und eine bessere Beschleunigung erbrachte. Dieser Motor machte den Trans Sport zum leistungsfähigsten Minivan mit dem besten Handling seiner Zeit.
In Reaktion auf die Kritiken der Autozeitschriften (und die relativ schlechten Verkaufszahlen), die auf das avantgardistische Styling, das Feedback der potentiellen Käufer wie auf die Werbung von Chrysler zurückzuführen waren, erhielt der Wagen 1994 ein Facelift, eine kürzere Frontpartie und ein konventionelleres Design. Zusätzlich wurde innen an der Windschutzscheibe zum Armaturenbrett hin eine Kante eingefügt, die optisch den wahrgenommenen Abstand der Fahrgäste zur Scheibe verringern helfen sollte.
In Europa, wo man dank des Renault Espace an modern geformte Minivans gewöhnt war, war das Echo gegenüber dem futuristischen Styling gegenüber aufgeschlossener, und die Verkäufe entwickelten sich beachtlich. Die europäische Version war ab 1994 eine Ausführung des Oldsmobile Silhouette, die durch das Hinzufügen eines Pontiac-Schriftzugs und entsprechender Radkappen zu einem europäischen Pontiac Trans Sport umgewandelt wurde. Eine weitere europäische Besonderheit war das Angebot von Vierzylindermotoren, die sparsamer waren als die in Amerika ausschließlich verkauften Sechszylinder. Ab 1993 gab es einen von Oldsmobile stammenden 2,3-Liter großen Vierzylinder-Vierventil-Ottomotor, der 101 kW (137 PS) leistete und ausschließlich mit einem Fünfgang-Schaltgetriebe kombiniert wurde. 1995 plante man die Einführung einer Dieselversion. Verwendung sollte ein 1,9-Liter-Aggregat mit 66 kW (90 PS) von PSA finden, das für das Fahrzeug jedoch zu leistungsschwach war und es somit nie zum Verkauf kam.
Die Produktion dieser Minivan-Generation endete, als das Werk in Tarrytown, wo seit 1900 neben diesem noch andere Modelle gebaut worden waren, 1996 stillgelegt wurde.
Zum Stichtag 1. Januar 2025 waren laut Kraftfahrtbundesamt in Deutschland noch 41 Pontiac Trans Sport und 147 Chevrolet Trans Sport angemeldet.

## Sicherheitskritik
Ein Crashtest Video des Trans Sport/Montana der Baujahre 1997 bis 2004 hatte ernste Kritik an der Sicherheit des Wagens zur Folge:
- die Verformung des Dachs ließ wenig Überlebensraum für den Fahrer
- eine Bewegung des Lenkrads schlug den Kopf des Dummy nach hinten
- Das linke Bein des Fahrers war bei einem Crash ernsthaft gefährdet: die Kräfte auf den linken Unterschenkel des Dummys waren so hoch, dass der Metallfuß am Knöchel abbrach.